# Castle Peak, Antarktis
Castle Peak är en bergstopp i Antarktis. Den ligger i Västantarktis. Argentina, Chile och Storbritannien gör anspråk på området. Toppen på Castle Peak är 2 380 meter över havet.
Terrängen runt Castle Peak är varierad. Castle Peak är den högsta punkten i trakten. Trakten är obefolkad. Det finns inga samhällen i närheten.